# San Carlos (Panama)
San Carlos è un comune (corregimiento) della Repubblica di Panama situato nel distretto di David, provincia di Chiriquí. Si estende su una superficie di 44,7 km² e conta una popolazione di 4.487 abitanti (censimento 2010).